# Skalinek tarczowy
Skalinek tarczowy (Petroica archboldi) – gatunek małego ptaka z rodziny skalinkowatych (Petroicidae). Znany jest wyłącznie z dwóch szczytów w Górach Śnieżnych w zachodnio-środkowej Nowej Gwinei. Ma status bliskiego zagrożenia wyginięciem (NT, Near Threatened).

## Taksonomia
Po raz pierwszy gatunek opisał Austin Loomer Rand w 1940. Holotyp pochodził ze szczytu Puncak Trikora (wówczas znanego jako Mount Wilhelmina). Autor nadał nowemu gatunkowi nazwę Petroica archboldi. Obecnie (2023) Międzynarodowy Komitet Ornitologiczny podtrzymuje tę nazwę. Uznaje skalinka tarczowego za gatunek monotypowy, podobnie jak autorzy HBW.

## Morfologia
Długość ciała wynosi około 14 cm. Upierzenie jest w większości smoliście czarne i łupkowo szare. Wierzch i tył głowy pokrywa różowoczerwony nalot. Osobniki dorosłe mają na czole białą plamę, a na piersi – czerwoną; u ptaków młodocianych obydwie te cechy nie występują. Samice są upierzone podobnie do samców, wyróżnia je ogólnie jaśniejsze upierzenie, mniej intensywna czerwień na piersi i nieco mniejsze rozmiary ciała. Tęczówka brązowa, przynajmniej u samic.

## Zasięg występowania, ekologia i zachowanie
Skalinki tarczowe stwierdzono wyłącznie na dwóch najwyższych szczytach Nowej Gwinei: Puncak Trikora i Jaya. Prócz samego szczytu Jaya skalinki tarczowe obserwowano również w zawierającym go masywie; były obserwowane w Parku Narodowym Lorentz. Prawdopodobnie występują jeszcze na Ngga Pilimsit (znanym wcześniej jako Idenburg).
Skalinki tarczowe odnotowywano na wysokości 3850–4700 m n.p.m. Środowiskiem ich życia są skaliste zbocza i urwiska przy piargach. Występują znacznie powyżej linii drzew. Żywią się owadami. Żerują na ziemi wśród skał, z których rozglądają się po okolicy. Po złapaniu zdobyczy wracają na stanowisko. Są głośne i zwracają na siebie uwagę obserwatora. Przebywają w grupach liczących od 3 do 6 osobników. Dorosłego osobnika karmiącego podlota obserwowano we wrześniu, a intensywne śpiewanie – wskazujące na trwający okres lęgowy – od grudnia do lutego. Poza tym brak informacji o lęgach.

## Status i zagrożenia
IUCN od 2023 roku nadaje skalinkowi tarczowemu status bliski zagrożenia (NT, Near Threatened). Wcześniej, od 1994 roku był klasyfikowany jako gatunek niedostatecznie rozpoznany (DD, Data Deficient). BirdLife International uważa, że nie ma wystarczająco dużo danych, by określić trend populacji. Na tak dużych wysokościach, jakie zamieszkują skalinki tarczowe, nie ma zbyt wielu zagrożeń. Potencjalnie szkodliwe byłoby topnienie pokrywy lodowej wskutek globalnego ocieplenia, a w skali lokalnej – aktywność górnicza.